# Вухачеві
Вухачеві, або вухаті тюлені (Otariidae) — родина морських ссавців ряду хижих (Carnivora), одна з трьох груп клади ластоногих (Pinnipedia). Етимологія: дав.-гр. ὠτίον — «дрібновухий».
Містить 15 сучасних видів морських левів і морських котиків. Представники родини харчуються та мігрують у воді, тоді як розмножуються та відпочивають на суші. Мешкають у приполярних, помірних та екваторіальних водах Тихого та Південного океанів та півдня Атлантичного і Індійського океанів. 

## Морфологія

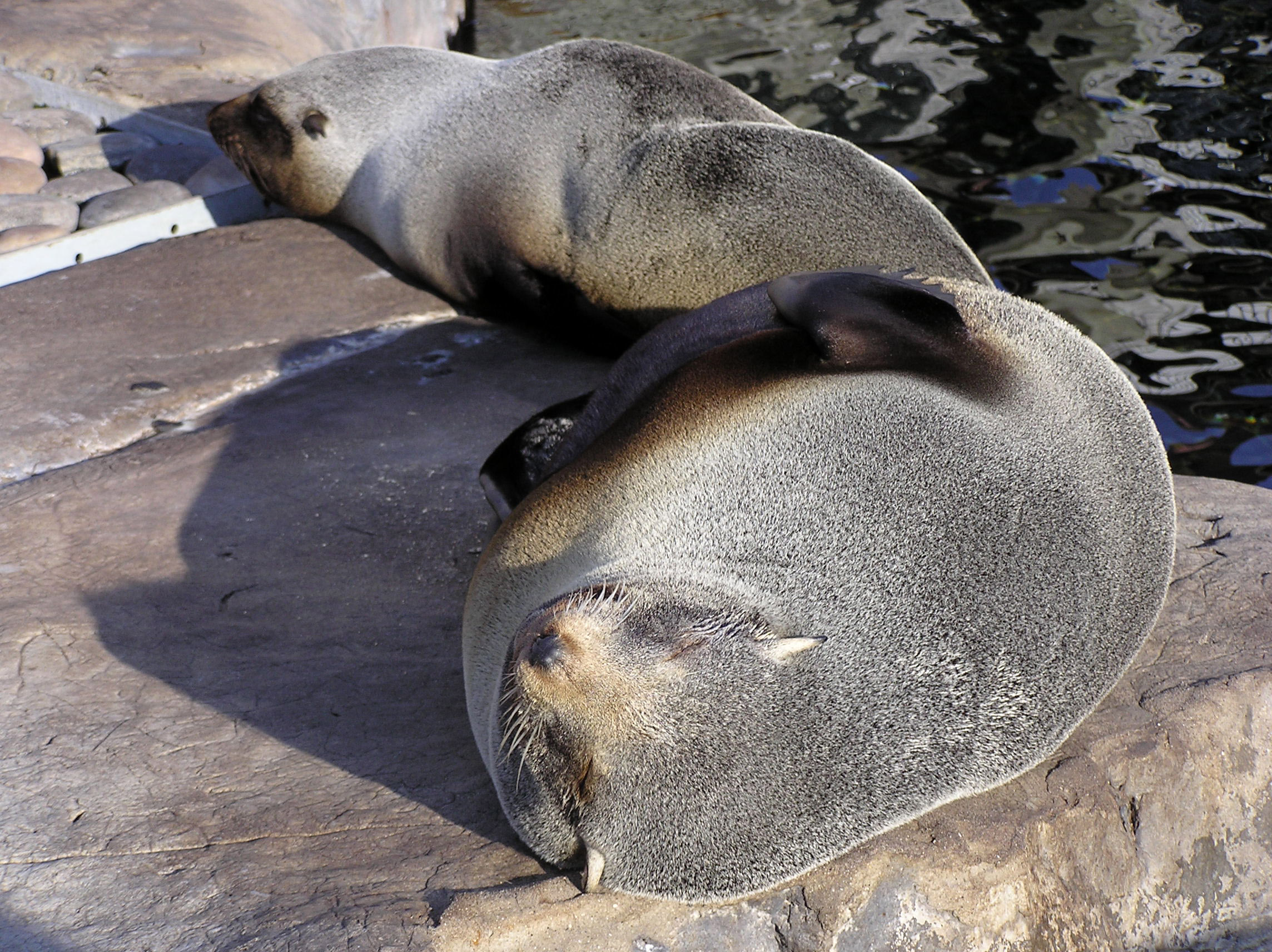
Південноамериканські морські котики

Вухаті тюлені — великі і середніх розмірів ластоногі: довжина тіла від 1,5 до 3,8 м, маса 150 до 1100 кг Характерний статевий диморфізм: дорослі самці в 1,5-4 рази більші за самок.
За деякими ознаками вухаті тюлені у меншій мірі, ніж інші ластоногі, відхилилися від своєї предкової групи, найбільш спорідненої із сучасними ведмедевими. У них збереглися невеликі хрящові вушні раковини, покриті волоссям. Волосяний покрив досить грубий у морських левів та густий і щільний у морських котиків. Забарвлення, як правило, буре, без смуг й інших контрастних міток. Тіло у вухатих тюленів струнке, витягнуте, з коротким хвостом і довгою м'язистою шиєю.
Ласти великі, значною мірою оголені від шерсті і закінчуються фестончатою шкіряно-хрящовою облямівкою, яка підсилює їх край і збільшує гребучу поверхню. Задні ласти озброєні кігтями, особливо добре розвиненими на середніх пальцях. На передніх ластах кігтів немає, або вони знаходяться в зачатковому стані. Передні ласти дуже великі: довжина їх не менша ніж 1/4 довжини тіла. На суші передні кінцівки підтримують тулуб, згинаючись в кистях під прямим кутом. На відміну від справжніх тюленів, у вухатих тюленів задні ласти при русі по твердій поверхні також згинаються в зчленовуванні п'яти і служать опорою тілу. У воді передні кінцівки служать локомоторними органами; задні використовуються переважно як стерна.
Череп вухатих тюленів будовою нагадує ведмежий. Зубна формула: 3/2,1/1,4/4,1–3/1 = 34–38, зуби досить добре диференційовані. Молочні зуби у тюленят змінюються через кілька місяців після народження.

## Розповсюдження
Поширені в помірних поясах обох півкуль. У північній півкулі водяться тільки в Тихому океані, уздовж узбережжя Північної і Південної Америки, Азії (від Берингова моря до Кореї), біля Нової Зеландії і ряду інших островів, включаючи Галапагоські. У Південній півкулі зустрічаються також біля берегів Південної Америки на півдні атлантичного океану біля і Південно-західної Австралії в Індійському океані.

## Спосіб життя

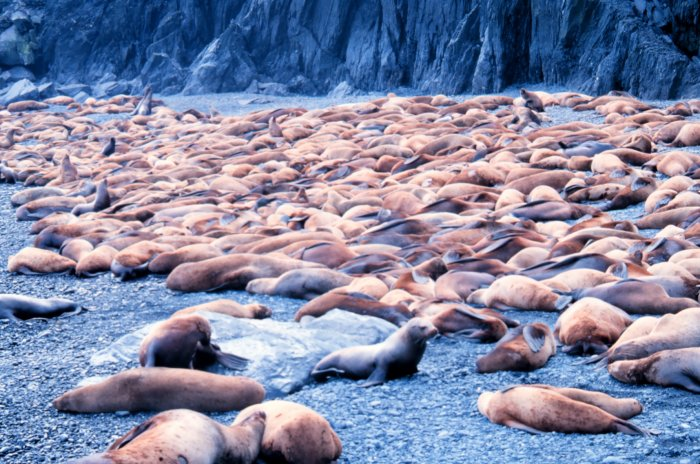
Колонія сивучів (Eumetopias jubatus)

Вухаті тюлені — стадні полігамні тварини. Вони типові геофіли, лежбища в шлюбний сезон і під час линяння влаштовують на узбережжі. Льодів уникають. Зимують в морі. Активні вночі і вдень. Харчуються рибою, головоногими молюсками, рідше — ракоподібними. Ці тварини — дуже хороші плавці: швидкість плавання каліфорнійського морського лева під водою може досягати 17 км/год, північного морського котика — 26 км/год. На суші досить незграбні; рухаються, спираючись на всі кінцівки і сильно розгойдуючи шию назад і вперед. Для північних і південних морських котиків характерні регулярні міграції.
Для більшості характерна полігамія. В період розмноження самці з'являються на лежбищах раніше самок і агресивно ділять територію. Самки прибувають пізніше і розбиваються на гареми від 3 до 40 особин; величина гарему залежить від сили і розмірів самця. На березі самка народжує дитинчат від попереднього шлюбного сезону і через декілька днів входить в еструс. Тривалість вагітності внаслідок затримки в імплантації яйцеклітини коливається від 250 до 365 днів. Самець у вихованні дитинчат участі не бере. Лактація у самок продовжується зазвичай 3—4 місяці.

## Список видів
Зазвичай виділяють 14-16 видів вухатих тюленей, що згруповані у 7 родів двох підродин.
- Підродина Морські котики (Arctocephalinae)
  - Callorhinus (Північний морський котик)
    - Callorhinus ursinus (Північний морський котик)

  - Arctocephalus (Південний морський котик)
    - Arctocephalus australis (Південноамериканський морський котик)
    - Arctocephalus forsteri (Новозеландський морський котик)
    - Arctocephalus galapagoensis (Галапагоський морський котик)
    - Arctocephalus gazella (Кергеленський морський котик)
    - Arctocephalus philippii (Фернандеський морський котик)
    - Arctocephalus pusillus (Капський морський котик)
    - Arctocephalus townsendi (Гваделупський морський котик)
    - Arctocephalus tropicalis (Субантарктичний морський котик)
- Підродина Морські леви (Otariinae)
  - Eumetopias jubatus (Сивуч або Північний морський лев)
  - Zalophus californianus (Каліфорнійський морський лев)
  - Zalophus wollebaeki
  - †Zalophus japonicus
  - Otaria flavescens (Південний морський лев)
  - Neophoca cinerea (Австралійський морський лев)
  - Phocarctos hookeri (Новозеландський морський лев)

У викопному вигляді вухаті тюлені відомі з раннього Міоцену з відкладень західного узбережжя Північної Америки, яку вважають місцем виникнення цієї родини.